# Raimundo II de Ribagorça
Raimundo II (910 — 970) foi conde de Ribagorça de 955 a 970.

## Relações familiares
Foi filho de Bernardo I de Ribagorça (c. 880 - 955) também conhecido como Bernardo Unifredo conde de Ribagorça (880 — 955) e de Toda Galindes de Aragão, senhora de Sobrarbe (890 —?). Casou com Gersenda de Fézensac (910 —?), filha de Guilherme Garcês da Gasconha, conde de Fezensac e de Gracinda de Ruergue, de quem teve:
- Ava de Ribagorça (930 - 995) casada com Garcia Fernandes, conde de Castela
- Unifredo de Ribagorça (?- 979), conde de Ribagorça.
- Arnau de Ribagorça (?-990), conde de Ribagorça.
- Iserno de Ribagorça (?-1003), conde de Ribagorça.
- Toda de Ribagorça (?-1011), condessa de Ribagorça, casada Sunyer I de Pallars.
- Odisento de Ribagorça, Bispo de Roda de Ter.